# Palavecino
Palavecino is een gemeente in de Venezolaanse staat Lara. De gemeente telt 171.000 inwoners. De hoofdplaats is Cabudare.